# 風穴海崖
78°32′S 164°28′E / 78.533°S 164.467°E
風穴海崖（英語：Windscoop Bluff），是南極洲的海崖，位於維多利亞地的希拉里海岸，處於生日海崖東北面，海拔高度約1,000米，由地質學家命名，現時由南極條約體系管理。